# Circo del mundo
Circo del mundo (o Monde du cirque, World Circus, Zirkuswelt) es un espectáculo itinerante suizo centrado en las artes del circo, fundado en 1984 por Youri Messen-Jaschin. Cubre todos los aspectos del circo, desde su inicio arqueológico hasta sus formas contemporáneas.

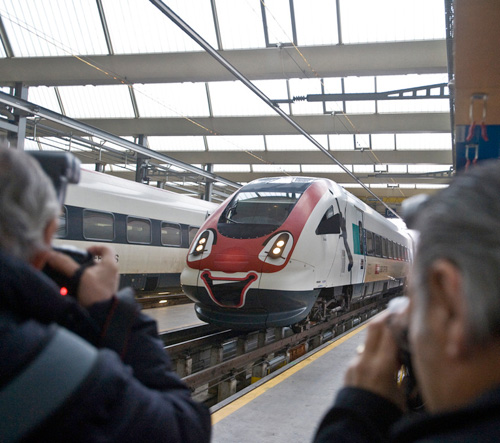
Ferrocarril Suizo ICN decorado para Ginebra 2010

## Presentación
La duración de cada evento es de nueve a doce meses en cada ciudad. Da la bienvenida a miles de espectadores y propone actuaciones de acróbatas, malabaristas, equilibristas, faquires, traga fuegos, payasos, músicos, domadores, magos, bailarines de danza contemporánea, ópera, magia de la luz, vinging, desfiles de circo y mimo, desde el espectáculo cósmico à la informática cósmica y la física del circo. Llevando más de un millar de artistas procedentes de Suiza y de todo el mundo, con casi tantas formas de expresión,  abarca una ciudad en la belleza del descubrimiento durante un año.

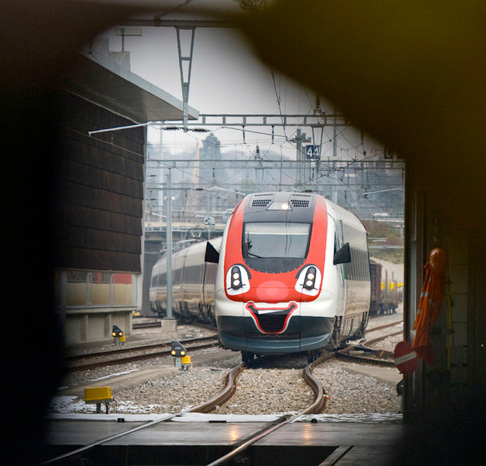
Ferrocarril Suizo ICN decorado para Ginebra 2010

"Mundo del Circo" se asigna por tarea principal la apertura de un nuevo camino en el arte creativo y el urbanismo. Este evento ofrece, entre otras cosas, un interés más amplio en la curiosidad del público para la creatividad contemporánea y las nuevas tecnologías. Está motivado por el desarrollo irreversible de un pensamiento visual cada vez más presente en los distintos ámbitos del saber científico, de la producción industrial y de la creación visual, así como las nuevas prácticas, industriales y culturales de la comunicación.
El beneficio del evento es donado íntegramente a un proyecto humanitario.

### Libros
- 1987 : Yakari, Zirkuswelt in Lausanne N°. 153
  - Yakari, Tout le monde du cirque à Lausanne N°. 153 ()
- 1989 : Le cirque à l'Affiche Editions Gilles Attinger - Hauterive | Suisse | ISBN 2-88256-037-0
- 1991 : Lausanne palace History and chronicles (75 years of a prestigious hotel) Presses Centrales Lausanne SA, Lausanne/Suisse.
- 2006 : Rausch und Rummel Attraktionen auf Jahrmärkten und in Vergnügungsparks; eine soziologische Kulturgeschichte, de Sacha Szabo Dissertation:Zugl.: Freiburg (Allemagne), Edition Bielefeld Transcript (ISBN: 3899425669 9783899425666) page 20.();
- Schaubuden - Geschichte und Erscheinungsformen (Baraques foraines - l'histoire et les aspects) (); Chapitre: 6 (Akrobatik Theater) page: 106 / Chapitre: 7 (Abnormitäten) page: 137;
- Der verschämte Blick Fritz Franz Vogel ();
- Literatur - Unterhaltung () (1985 - 1989);
- Le Cirque piste de lecture ()(Editeur Bibliothèque Municipales de Genève 2010);
- Le Chapiteau imaginaire ()(Editeur Bibliothèque de Carouge 2010);
- Un rouleau horizontal chinois datant de la dynastie des Yuan (1279-1368) () Editeur : Guy & Myriam Ullens Fondation Genève 2010 | ISBN 978-2-8399-0724;
- Le monde des forains du XVIe au XXe siècle ( (enlace roto disponible en Internet Archive; véase el historial, la primera versión y la última).);

### Premio del cartel Circo del Mundo
- 1987 Monde du cirque Lausanne 87, cartel Premiada por el Departamento federal del interior Berna Suiza()
- 2010 Monde du cirque Genève 2010,	cartel Premiada por el Swiss Poster Award ()